# Klein-Neusiedl
Klein-Neusiedl är en ort och kommun i Österrike. Den ligger i distriktet Bruck an der Leitha i förbundslandet Niederösterreich, 22 km sydost om huvudstaden Wien.